# Zdeněk Lhoták
Zdeněk Lhoták (* 15. května 1949, Turnov) je český fotograf, umělec a organizátor fotografických projektů. Je držitelem 2. ceny World Press Photo 1986 a titulu QEP (Qualified European Photographer). Ve své volné fotografické tvorbě se v poslední době zaměřuje na lidské tělo formou autoportrétů v černobílé i barevné škále. Jeho fotografie relativizují pojmy krásy a ošklivosti i ženské a mužské symboliky. V jeho instalacích lze najít humor, parodii i ironickou sebereflexi. Jeho dcera Andrea Thiel Lhotáková je úspěšnou autorkou volné fotografie i fotografie architektury.

## Život a tvorba
Zdeněk Lhoták pochází z Rovenska pod Troskami, pracuje jako volný fotograf.
Po absolvování Střední průmyslové školy strojnické v Hořovicích /1968/ vystudoval fakultu tělesné výchovy a sportu Univerzity Karlovy v Praze (1974), a především obor umělecká fotografie na Fakultě filmové a televizní (FAMU) (1985). Jeho zájem o sportovní fotografii vyvrcholil získáním 2. ceny v soutěži World Press Photo 1986 za seriál fotografií Spartakiáda. V roce 2003 obdržel prestižní certifikát kvality QEP od Federace evropských profesionálních fotografů v oboru fotografie jídla. Kniha Zdeněk Lhoták / dis-torza vydaná v nakladatelství Kant 2009 byla v roce 2010 oceněna jako 2. nejlepší fotografická publikace ve střední a východní Evropě za roky 2009–2010.
V roce 1989 se zúčastnil mezinárodní fotografické dílny v Plovdivu a v roce 1994 a 1995 fotografických dílen v prostředí kladenských dolů a Poldi. V roce 1992 pracoval jako fotoreportér a obrazový redaktor deníku Prostor společně s Pavlem Štechou. Od roku 1990 spolupracuje s americkou agenturou Black Star. V letech 1992 až 1997 a od roku 2005 do současnosti je předsedou správní rady občanského sdružení FotoForum Praha (dříve Pražský dům fotografie) organizace podporující českou volnou fotografii. Je členem správní rady Asociace profesionálních fotografů ČR, Spolku výtvarných umělců Mánes a občanského sdružení FotoForum Praha.

## Tvorba
Zájem Zdeňka Lhotáka o volnou fotografii je rozdělen do dvou témat: V oblasti dokumentární fotografie se zaměřuje na sociologické problémy vrcholového sportu (cyklus Sparta /1978 – 1988/ a Spartakiáda /1985/) a problematiku unikátní tibetské kultury devastované čínskou okupací /1989–1994/. Souborem fotografií v cyklu Horníci 1994 prostupují jako dominanta reálně snímané detaily těl posouvající tento dokumentární soubor do roviny výtvarné výpovědi. Fragmenty figur kráčejících dívek v cyklu Město 1982 jsou jakýmsi časovým náčrtem, kresbou, jejímž prostřednictvím ukazuje prostor sám sebe v ornamentální formě. Subjektivní dokument Zdeňka Lhotáka z asijských cest /1994–2008/ se liší od klasického dokumentu. Divoce barevné kompozice expresivních detailů hinduistických a buddhistických oltářů UNITED COLORS OF NEPAL působí svou čistou symbolikou jako věrohodný odraz exotické kultury.
Ve výtvarné fotografii se Zdeněk Lhoták zaměřuje na lidské tělo. Ve svém neuzavřeném cyklu "Autoportrétů" se od roku 1989 ve stále jednodušší formě, zabývá detaily vlastního těla, které se od roku 2000 posunuly z černobílé do barevné škály. V rámci tohoto cyklu v poslední době instaluje do reálných interiérů fotografie figur v životní velikosti adjustované na plechu. Snímky jsou výtvarně stylizované a jejich znakem je abstraktnost, často není zřejmé, o jakou část těla se jedná. Ve spolupráci s výtvarníkem Jiřím Sozanským vznikl v roce 2002 soubor dramatických figurálních kompozic počítačově upravených montáží "Znamení moci – pocta Janu Zahradníčkovi". Pro společnou výstavu "MALOSTRANSKÝ DETAIL" vytvořil v roce 2005 soubor "DETAILY MALÉ STRANY – aneb to co pravá dáma nikdy neuvidí" dokumentující pisoáry malostranských restaurací. V roce 2006 pro výstavu v galerii G4 v Chebu připravil kolekci barevných snímků "Maso" relativizujících pojmy tragika, užitečnost a krása mrtvého těla. V roce 2009 v nakladatelství Kant ve spolupráci s Markem Pokorným autorem textu a koncepce vydal publikaci „Zdeněk Lhoták / dis-torza“, která dokumentuje mnohaletý zájem Zdeňka Lhotáka o tělesnost promítající se do všech jeho zdánlivě odlišných cyklů.
| „                                          | Když mluvíme o fotografiích Zdeňka Lhotáka, mluvíme vždycky o těle. Právem. Ale je to jen část jejich významu. Tělo je v nich totiž nejen předmětem, ale i podmínkou a prostředkem zobrazení. Tím, co vidíme na Lhotákových nejvýznamnějších fotografiích, je – důsledně vzato – místo, ve kterém se nachází fotoaparát „srostlý s tělem fotografa“. Náš pohled je tak obrácen k fotografovi, jehož fyzickou absenci jeho prostřednictvím intenzívně zakoušíme. Lhotákovy práce jsou proto místem transformace, přepólování či destabilizace standardních očekávání a postojů, jež zaujímáme k fotografickému obrazu jako odrazu vnější reality. | “ |
| — Marek Pokorný, Zdeněk Lhoták / dis-torza | |   |

V současné době se Zdeněk Lhoták zaměřuje na detaily nitra vlastního těla snímané pomocí endoskopie a prezentované nejen formou fotografií ale i videa.
Jeho fotografie jsou součástí mnoha skupinových projektů a publikací reprezentujících Českou fotografii. Absolvoval dosud 40 samostatných výstav doma i v zahraničí.
V užité fotografii v posledních 15 letech se převážně zaměřuje na fotografii jídla a potravinových produktů.

## Výstavy a publikace
Přehled výstavní a publikační činnosti

### Samostatné výstavy
- 1982 – Fotografie, Galerie Karlovka, Praha
- 1986 – Zdeněk Lhoták (fotografie), Výstavní síň Fotochema, Praha
- 1987 – Sparta, Galerie Nahoře, České Budějovice
- 1987 – Zdeněk Lhotákecoslowacja, PTF Galeria fotogafii, Poznaň, Polsko
- 1988 – Sparta, Modrý pavilon, Praha
- 1989 – Sparta, Galerie Svazu českých fotografů, Praha
- 1990 – Tibet Closed, Modrý pavilon, Praha
- 1991 – Tibet Closed, Malá galerie Spořitelny, Kladno
- 1991 – Zdeněk Lhoták – fotografie, Výstavní síň Radnice, Hořovice
- 1991 – Texas – New York, Zámek, Příbram
- 1991 – Tělomluva, Galerie Svazu českých fotografů, Praha
- 1992 – Tělomluva, Klubko 55, Kladno
- 1992 – Zdeněk Lhoták, Art-Galerie, Plovdiv, Bulharsko
- 1993 – Autoportrét, Café Boulevard, Praha
- 1994 – Zdeněk a Andrea Lhotákovi, Malá galerie spořitelny, Kladno
- 1995 – Tělomluva, Galeria fotografie Profil, Bratislava
- 1995 – Tělomluva, Kabinet fotografie, Slezské zemské muzeum, Opava
- 1999 – Topografie těla, Malá galerie spořitelny, Kladno
- 1999 – Tváře a těla, Galerie 4, Cheb
- 2000 – Stigma, Pražský dům fotografie, Praha
- 2001 – UNITED COLORS OF NEPAL,Malá galerie spořitelny, Kladno
- 2002 – Znamení moci – pocta Janu Zahradníčkovi, divadlo Archa, Praha
- 2003 - UNITED COLORS OF NEPAL, Muzeum a galerie severního Plzeňska, Mariánská Týnice
- 2003 – Karlín Zóna A, galerie Litera, Praha
- 2004 – Distorze, Masarykův kulturní dům Mělník
- 2004 – UNITED COLORS OF NEPAL, galerie Hotel Hvězda, Mariánské lázně
- 2004 – Distorze 2, Galerie Dorka, Domažlice
- 2004 – UNITED COLORS OF NEPAL, Festival Tour Film Karlovy Vary
- 2005 – Příběh těla, Galerie Žlutá ponorka, Znojmo
- 2006 – Maso, Galerie 4, Cheb
- 2007 – Příběh těla, Galerie Metro, Prostějov
- 2007 – Příběh těla, Galerie na palubě, Olomouc
- 2008 – Vypadá to tak, Galerie Fiducia, Ostrava
- 2009 – Zdeněk Lhoták / dis-torza, Staroměstská radnice, Křížová chodba, rytířský sál, Praha 1
- 2009 – UNITED COLORS OF NEPAL, Diamant – galerie SVU Mánes, Praha
- 2009 – UNITED COLORS OF NEPAL II, Galerie Solnice, České Budějovice
- 2010 – UNITED COLORS OF NEPAL, Městské divadlo, Mariánské Lázně
- 2011 – Zdeněk Lhoták: DIS-TORZA, galerie Opera, Ostrava
- 2022 - Zdeněk Lhoták – RECIDIVA 2022 (autoportréty), 3. června – 4. září 2022, Kabinet fotografie v Galerii Kladenského zámku[5]
- 2023 – United colors of Nepal - Tibet, Muzeum Podblanicka, p. o., zámek Vlašim

### Společné výstavy (výběr)
- 1985 – Fotografie absolventů FAMU, Dům pánů z Kunštátu, Brno
- 1986 – World Press Photo, Nieuwe Kerk, Amsterdam /NL
- 1986 – Tělo v Československé fotografii 1900–1986, Kroměříž
- 1986 – Junge tschechoslovakische Fotografen, Fabrik-Foto-Forum, Hamburk /D
- 1986 – La Jeune Photographie Tchecoslovaque, Galerie Arene, Arles /F
- 1987 – FAMU Praga, Palazzo Cisi, Milano /I
- 1987 – Fotografie absolventů FAMU, Umělecko průmyslové muzeum, Praha
- 1989 – FAMU Prague, Fotografios galeria, Kaunas /LIT
  - repízy: Vinius /LIT, Šjauljaj /LIT
- 1989 – Another side of Photography – FAMU Prague, Galerie Rietveld Academie, Amsterdam /NL
- 1989 – Československý listopad 1989, Výstavní síň FOMA, Praha
  - reprízy: České Budějovice, Hradec Králové, Graz /D, Strasbourg /F, Nürnberk /D
- 1989 – Československá fotografie 1945–1989, Valdštejnská jízdárna, Praha
- 1990 – Tschechoslovakische Fotografie der Gegenwart, Museum Ludwig, Köln /D
  - reprízy: Erlagen/D, Metz /F, Luxenbourk /L, Strasbourk /F, Odense /DK, Freiburk /D, Waldkreiburk /D, Granollers/Barcelona /E, Dallas Texas /USA, Lawrence Kansas /USA
- 1990 – Autoportrét /3, Kladno
- 1990 – Czechoslov. perspekt. real and imaginary, Choice 19, Fotofest, Houston /USA
- 1990 – Schnelle Bilder – Aktuelle Fotokunst im Gespräch, Künstlerhaus, Wien /A
- 1990 – Année de l`Est, Palais de Beaulieu, Lausanne /CH
- 1991 – Conterporary Czechoslovak Photographers, Wabash College, Crawfordsville, Illinois /USA
- 1992 – 2. Internationale Foto-Trienale, Villa Merkel, Esslingen /D
- 1993 – Funkeho Kolín – fotografický festival, Kolín
- 1993 – Conterporary Czech Photography, Forsyth Center Gallerrie, Texas /USA
- 1993 – What`s New: Prague, Art Institute, Chicago /USA
- 1994 – Česká fotografie 89–94, Výstavní síň Mánes, Praha
- 1994 – Horníci, Okresní muzeum, Kladno
- 1995 – Tibet, Pražský dům fotografie, Praha
- 1996 – Czech Photography in the 1990`s, Skopelos /GR
- 1996 – Tendencies, Czech Embassy in China, Beijing /China
- 1996 – Jistoty a hledání v české fotografii 90. let, Purkrabství Pražského hradu, Praha
- 1997 – Tělo v současné české fotografii, Macintosh Gallery, Glasgow /GB
- 1998 – Jistoty a hledání v české fotografii 90. let, Berlín, Německo
- 1998 – The Body in conterporary czech Photography, Czech Centre, Londýn /GB
- 1998 – Tělo a fotografie, Salmovský palác, Praha
- 1999 – Česká fotografie 90. let, Kulturní centrum, Chicago /USA
  - reprízy: Kaunas /LIT, Vilnius /LIT
- 1999 – My 48 – 89, Brno
- 2002 – Česká a slovenská fotografie 80. a 90. Let, Muzeum umění, Olomouc
- 2002 – První a poslední, Mánes,Praha
- 2002 – Mánes v mlýnici, Levitovy mlýny, Praha
- 2004 – Autoportrét, Malá galerie spořitelny, Kladno
- 2004 – Akt v české fotografii, Měsíc fotografie, Bratislava /SK
- 2006 – Autoportrét ve fotografii, Galerie Františka Drtikola, Příbram
- 2008 – Třetí strana zdi, Pražákův palác, Brno
- 2009 – Česká fotografie 20. století, Kunst- und Ausstellunghalle, Bonn / D
- 2009 – Diamantová těla, Galerie SVU Mánes Diamant, Praha 2010
- 2009 – Diamantová těla, Galerie u Bílého jednorožce, Klatovy 2010
- 2009 – Diamantová těla, Muzeum a galerie severního Plzeňska, Mariánská Týnice
- 2009 – Tenkrát na východě, Dům U Kamenného zvonu, Praha 2009–2010

## Sbírky
Lhotákovy fotografie jsou zastoupeny ve sbírkách v České republice Umělecko-průmyslového muzea, Moravské galerie, Slezského zemského muzea a také v zahraničí: PPS Galerie, Hamburg (Německo); Galerie der Stadt, Esslingen (Německo); Musée de l'Élysée, Lausanne (Švýcarsko); Witkin Gallery, New York (USA), University of Texas Museum, Texas (USA)

## Publikace
- Kolektiv autorů: Decuria (10 QEP fotografů z ČR), HQ Kontakt, 2005
- Marek Pokorný, Zdeněk Lhoták / dis-totza, Kant, 2009, Praha

## Galerie

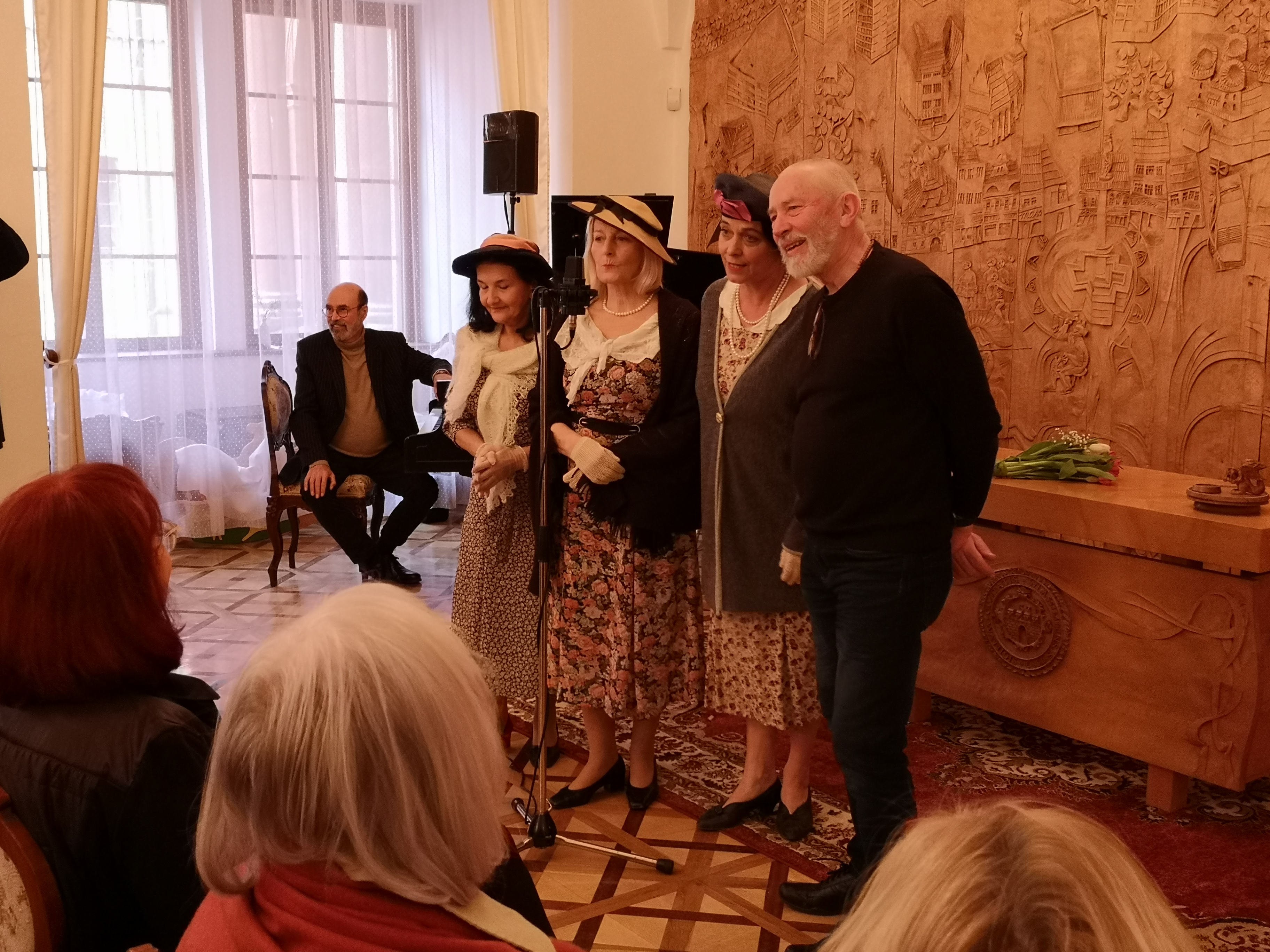
Vernisáž výstavy fotografií Zdeňka Lhotáka na zámku Vlašim; United colors of Nepal - Tibet, 2023
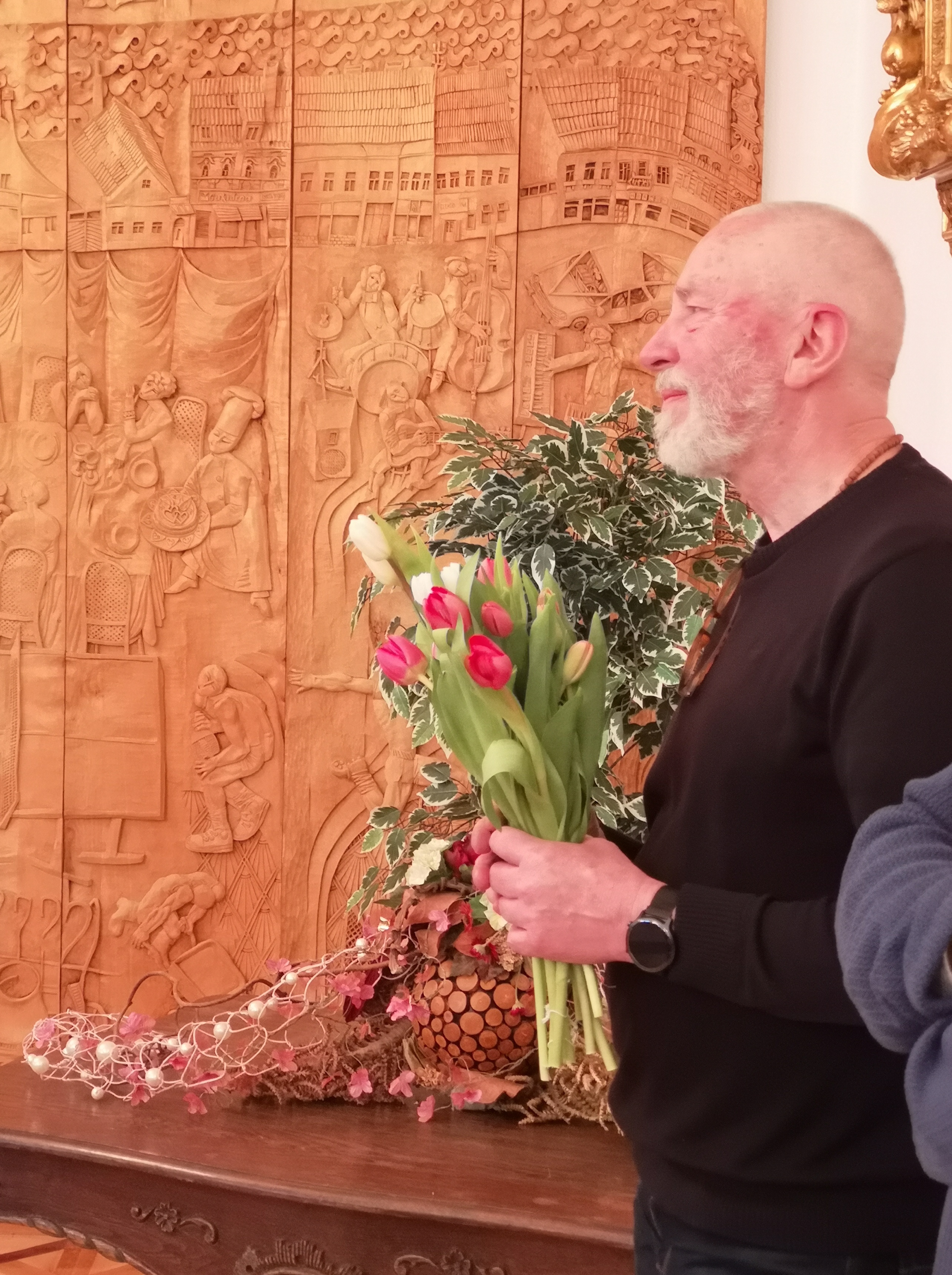
Vernisáž výstavy fotografií Zdeňka Lhotáka na zámku Vlašim; United colors of Nepal - Tibet, 2023
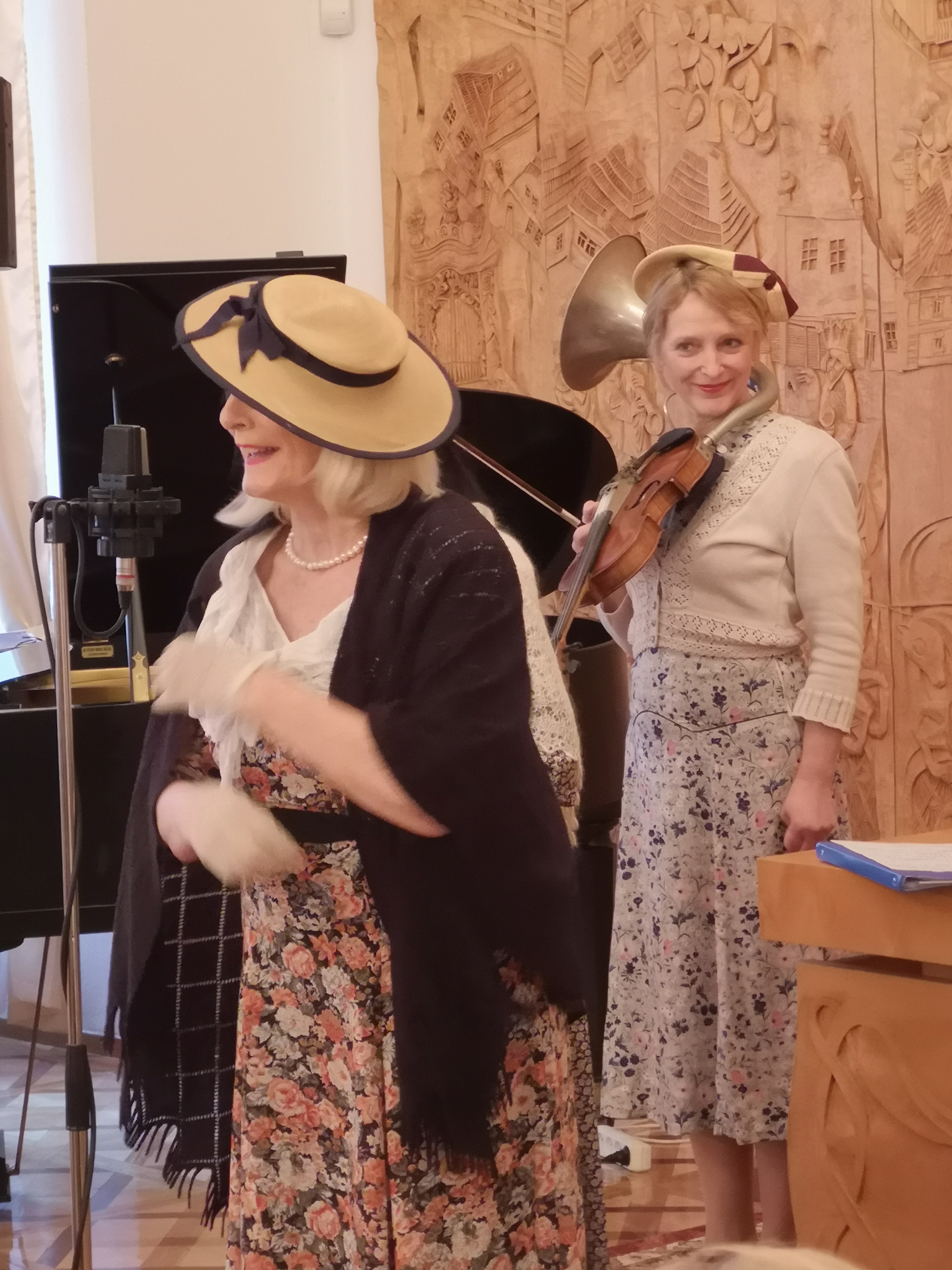
Vernisáž výstavy fotografií Zdeňka Lhotáka na zámku Vlašim; United colors of Nepal - Tibet, 2023
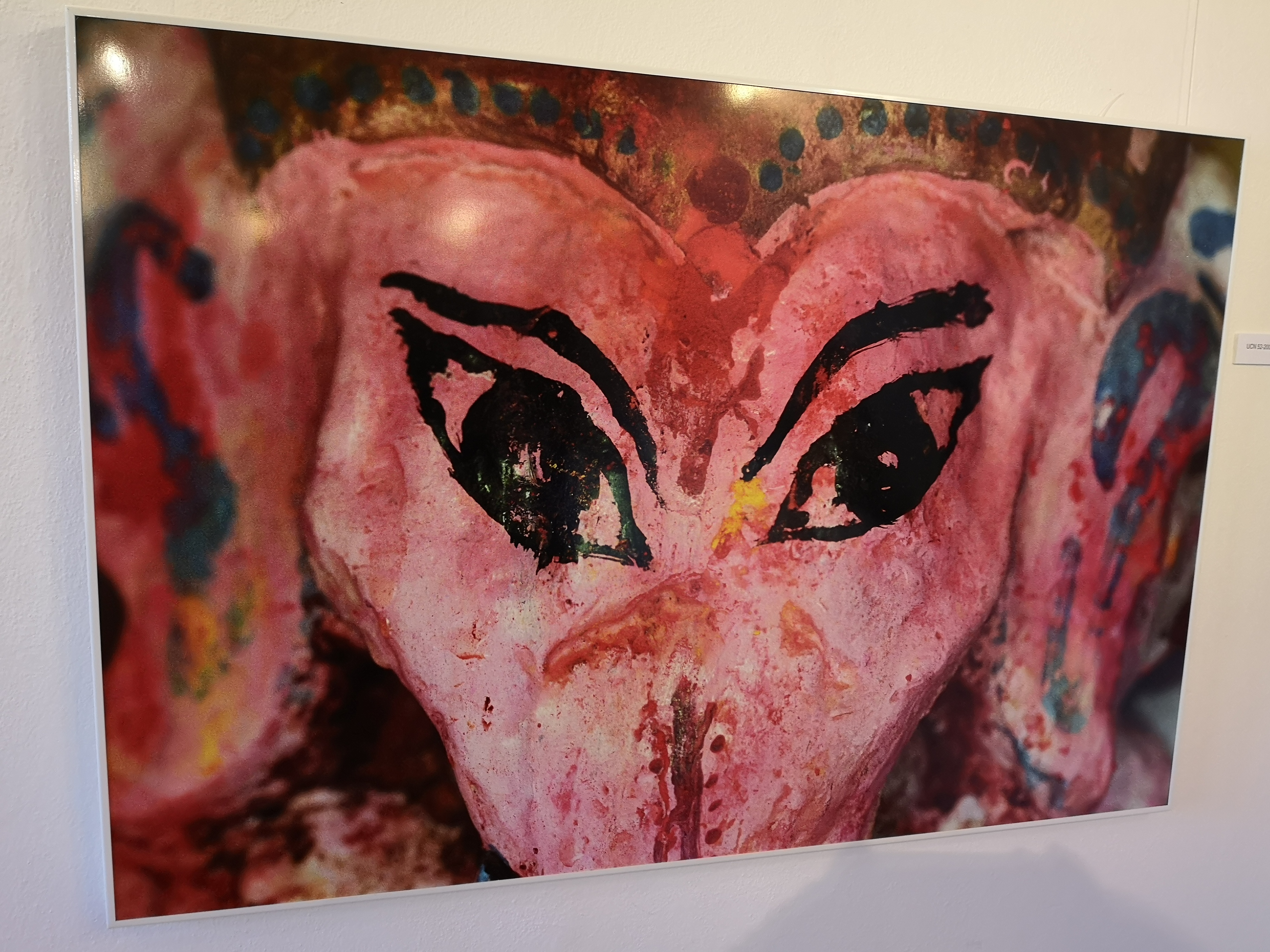
Vernisáž výstavy fotografií Zdeňka Lhotáka na zámku Vlašim; United colors of Nepal - Tibet, 2023
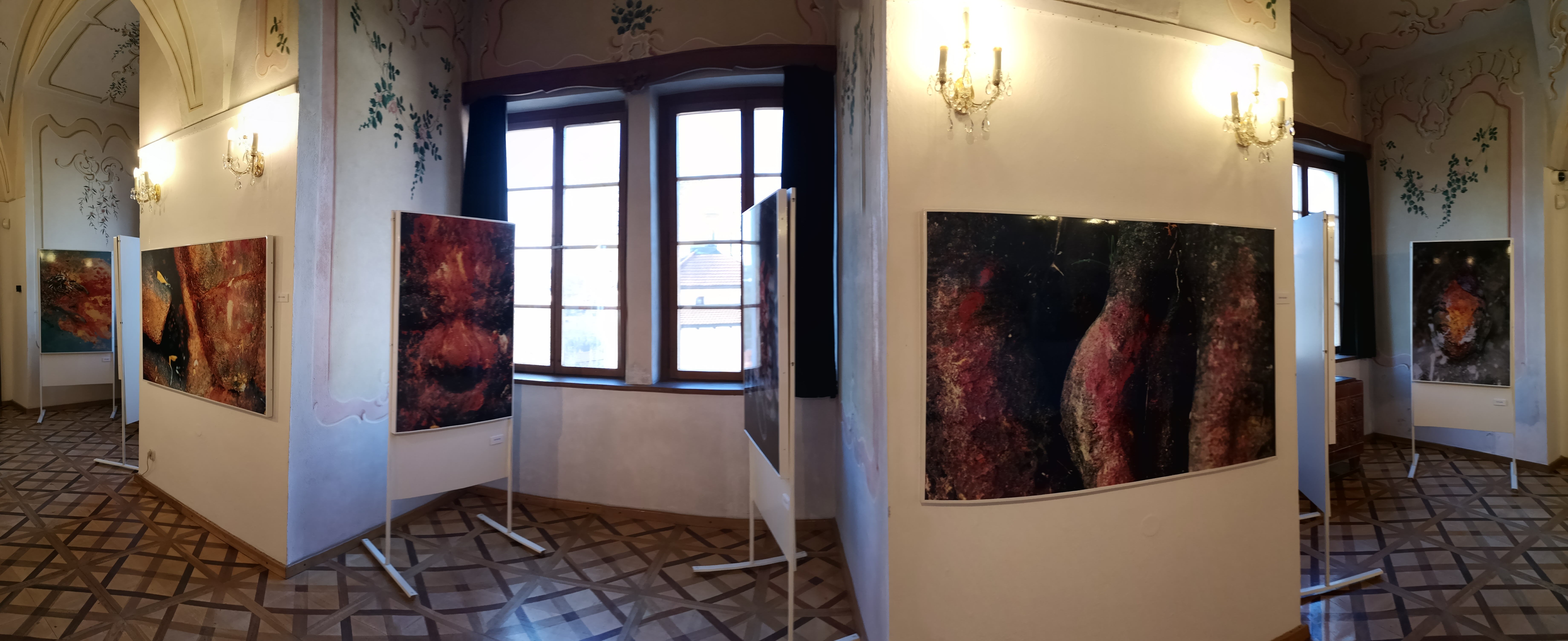
Vernisáž výstavy fotografií Zdeňka Lhotáka na zámku Vlašim; United colors of Nepal - Tibet, 2023
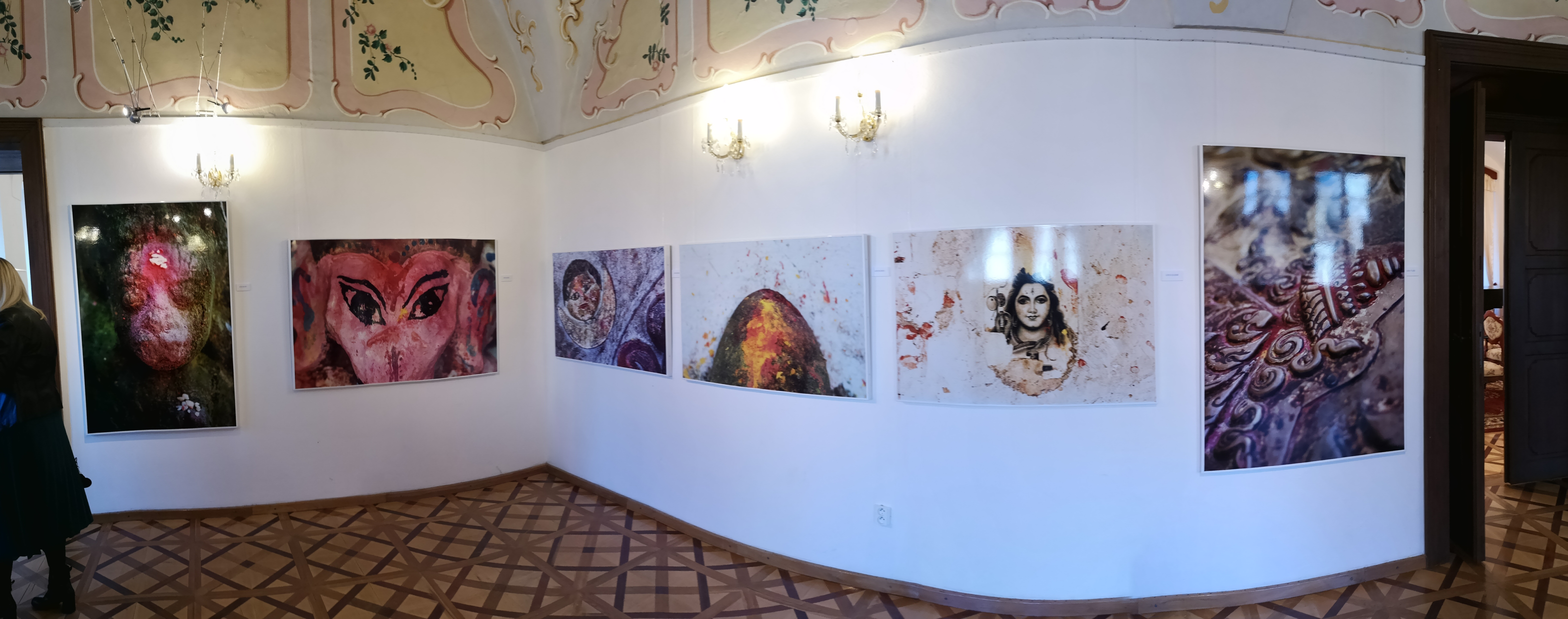
Vernisáž výstavy fotografií Zdeňka Lhotáka na zámku Vlašim; United colors of Nepal - Tibet, 2023